# Rivière Creuse (lac Témiscouata)
Pour les articles homonymes, voir Creuse.
La rivière Creuse coule dans la partie Sud de la péninsule gaspésienne, en traversant les municipalités de Saint-Eusèbe, et le secteur de Notre-Dame-du-Lac de la ville de Témiscouata-sur-le-Lac, dans la municipalité régionale de comté (MRC) de Témiscouata, dans la région administrative du Bas-Saint-Laurent, au Québec, au Canada.
La rivière Creuse se déverse sur la rive Ouest du lac Témiscouata lequel se déverse à son tour par le Sud-Est dans la rivière Madawaska. Cette dernière coule vers le sud-est jusqu’à la rive nord du fleuve Saint-Jean au Nouveau-Brunswick. Ce dernier coule vers le sud-est en traversant tout le Nouveau-Brunswick et se déversant sur la rive nord de la Baie de Fundy laquelle s’ouvre vers le sud-ouest sur l’océan Atlantique.
Le bassin versant inférieur de la rivière Creuse est accessible par l'autoroute 85. Tandis que la partie supérieure est accessible par la route de la Seigneurie, le chemin du 4e rang, la route Simard et la route Saint-Benoît.

## Géographie
À partir de sa source la rivière Creuse coule sur environ 12 km répartis selon les segments suivants :
- vers le sud-est dans la municipalité de Saint-Eusèbe
- vers le nord-est, jusqu'à la limite du secteur Notre-Dame-du-Lac de la ville de Témiscouata-sur-le-Lac jusqu’au pont du chemin du 4e rang ;
- vers le sud-est, jusqu’au pont de la route Simard puis coupe le chemin du rang des Fondateurs et la route Saint-Benoit, jusqu’au cours d’eau Thériault venant du sud ;
- vers le nord-est, en longeant la route Saint-Benoit, jusqu’à la son embouchure sur la rive ouest du lac Témiscouata, dans de secteur de Notre-Dame-du-Lac de la ville de Témiscouata-sur-le-Lac.

## Toponymie
Le toponyme Rivière Creuse a été officialisé le 18 juillet 1973 à la Commission de toponymie du Québec